# Districtul Tab
Tab (în maghiară Tabi járás) este un district în județul Somogy, Ungaria.
Districtul are o suprafață de 427,24 km2 și o populație de 12.786 locuitori (2013).